# ラクシュミー・バーイー

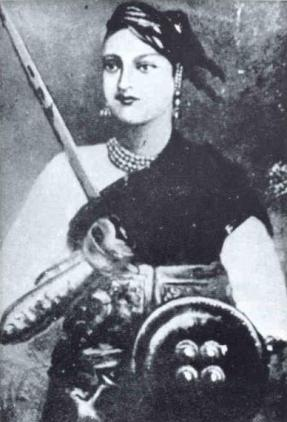
ラクシュミーバーイーの肖像画

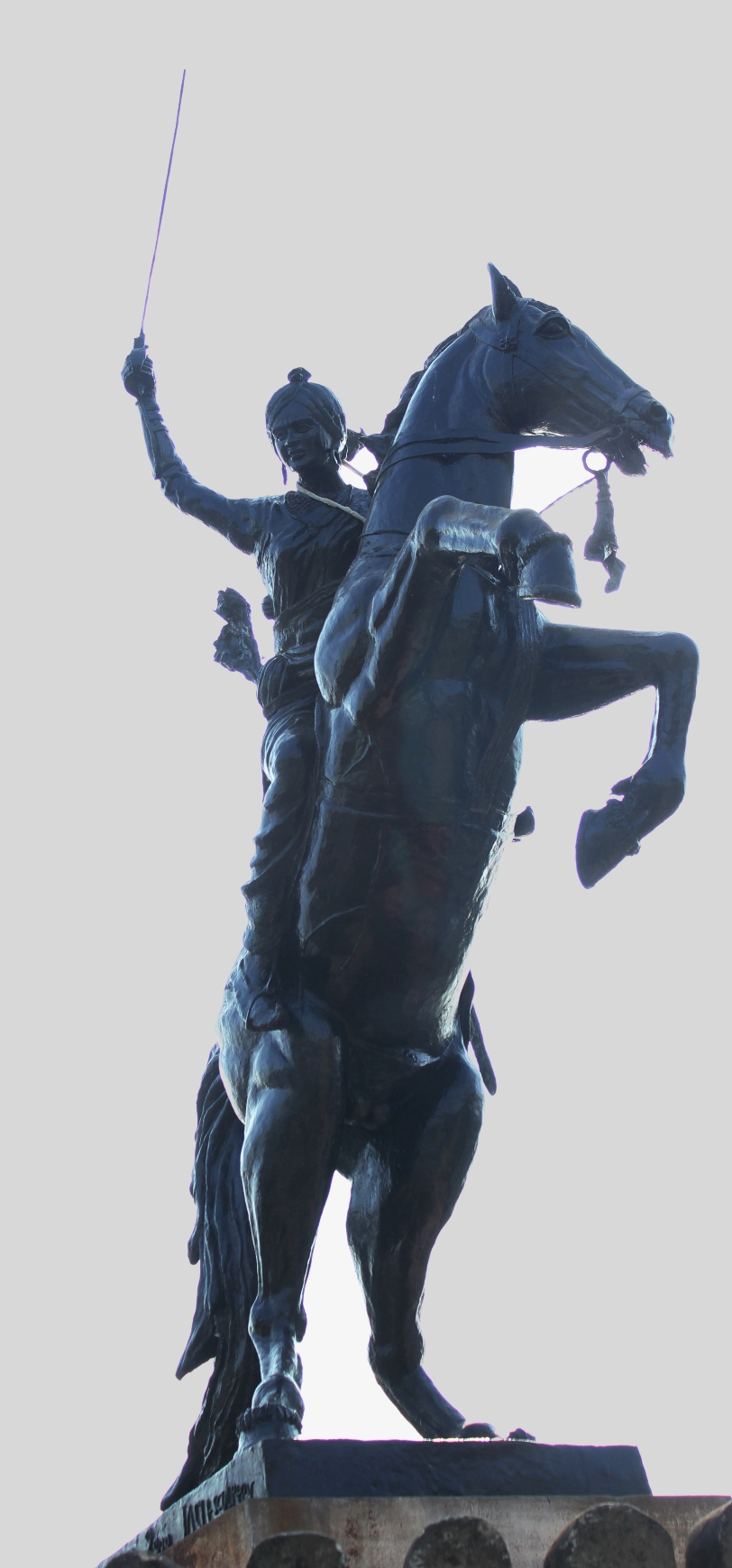
ラクシュミーバーイーの銅像（アフマダーバード）

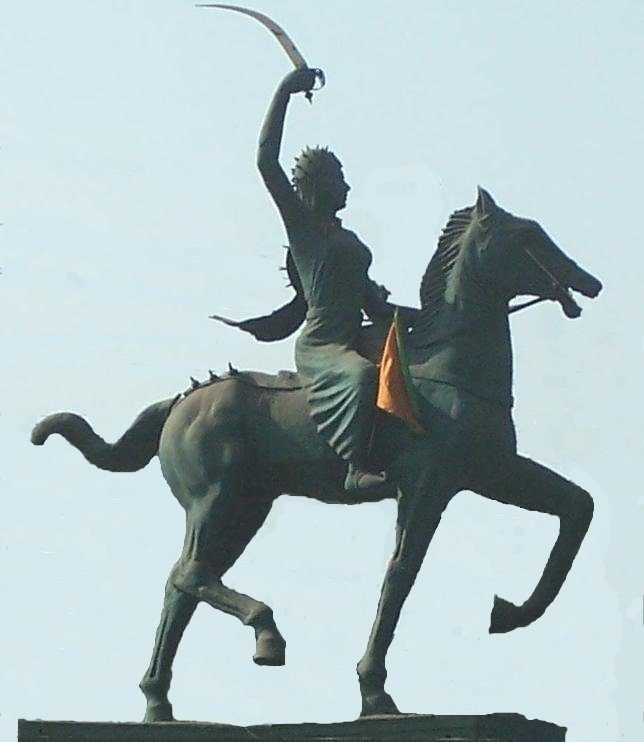
ラクシュミーバーイーの銅像（アグラ）

ラクシュミーバーイー（Lakshmibai）は1835年頃に誕生し、1858年6月18日に亡くなったとされる人物。インド中部にあったマラーター同盟の小王国ジャーンシー藩王国の王妃であった。インド大反乱の指導者の一人で、イギリス軍相手に勇戦し、「インドのジャンヌ・ダルク」とも称される。「ジャーンシーのラニ（Rani of Jhansi）」の名でも知られる。

## 生涯

### 藩王国の併合
生年は定かではなく、1835年説の他に、1820年代後半（1828年頃）説もある。
没落したマラーター貴族の出身とされ、幼い頃にはマラーター同盟の元宰相バージー・ラーオ2世に庇護されていたというが、はっきりしない。少女時代より剣術を嗜み乗馬を好んだというが、これも伝説の域を出ない。
彼女がはっきりとした記録に現れるようになるのは、1842年にジャーンシーの藩王ガンガーダル・ラーオに嫁いでからである。ジャーンシー藩王国は、古来交通の要衝として繁栄していたマラーター同盟の小王国で、イギリスとの間に軍事保護条約を結び、藩王国となっていた。
1851年、王との間には一子をもうけたがすぐに病没してしまい、王は1853年以降から重病となり、彼女は養子を迎えると共に藩王国の存続を図るべく奔走したが、インド総督ダルフージーは、後継者のいない藩王国はイギリス東インド会社に併合してしまう、「失権の原理」（いわば末期養子を認めない無嗣改易）という藩王国併合政策を推進したため、その尽力もむなしく、イギリス側は全く取り合わなかった。
同年12月、王が病没すると、1854年2月27日にジャーンシー藩王国はイギリスに併合されてしまい、ラクシュミーバーイーが城の接収時に告げた拒絶の言葉である、
| 「 | 我がジャーンシーは決して放棄しない（मेरे झाँसी नहीं देंगे、メーレー・ジャーンシー・ナヒン・デーンゲー） | 」 |

は今日でも良く知られている。

### インド大反乱

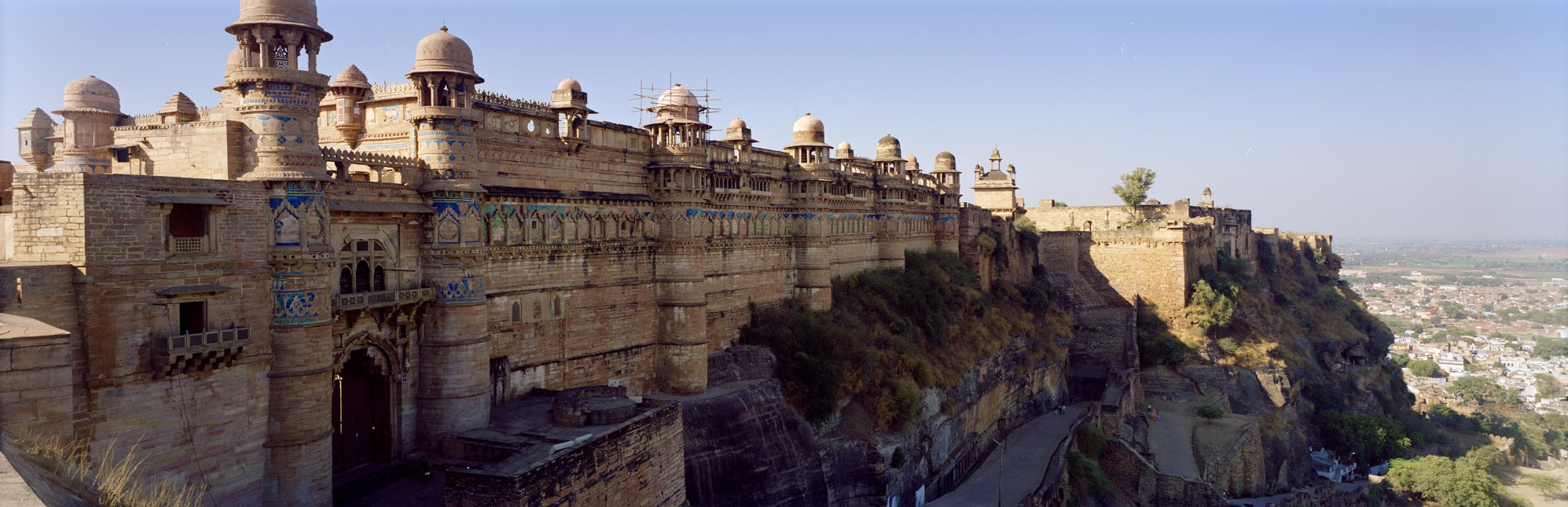
グワーリオール城

王国を失った後の3年間、隠棲のラクシュミーバーイーは表立った反英活動は行っていない。
しかし、1857年5月にインド大反乱が勃発すると、ジャーンシーでもシパーヒーと民衆が蜂起し、ジャーンシー城に駐留していたイギリス軍を降伏させ捕虜を虐殺すると、反乱軍とイギリスの仲介を図ろうとした彼女にも虐殺加担の嫌疑がかかった。更に、シパーヒー達がデリーに転進してジャーンシーは空白地帯になってしまい、民衆の推戴を受けたラクシュミーバーイーはジャーンシーの執政となる。
私財を投じて集めた傭兵と民衆から募った義勇軍を率いた彼女は、7月にイギリスと結ぶことで利権を得ていた近隣の藩王、領主の攻撃を自ら陣頭に立って撃退し、8月にジャーンシー城を奪還して、一躍反英闘争の旗手として知られるようになった。
この件で、イギリスと敵対することになってしまったジャーンシーは、イギリス軍による攻撃を受けることになる。近代装備を持つ圧倒的な大軍に対し、女子供まで含んだ義勇兵を中心に対抗したジャーンシー軍は、ジャーンシー城で頑強な抵抗を続け、イギリスの指揮官ヒュー・ローズ少将は、余りの苦戦ぶりに、
| 「 | 理由は十分すぎるほど明らかである。彼らは王妃のために、そして自分たちの国の独立のために闘っているのだ。 | 」 |

と書き残している。
ラクシュミーバーイーも自らライフル銃を手に戦ったが、半月の篭城戦の末に、1858年4月に砦は陥落してしまい、民衆の懇願を受けたラクシュミーバーイーはわずかな手勢と共に砦を脱出した。
ラクシュミーバーイーは脱出したのち、カールピーで他の反乱軍指導者達と合流するが、ここもイギリス軍の攻撃を受けて陥落した。再び脱出した彼女は計略をもって、6月1日、グワーリヤル藩王国（シンディア家）の支配していたグワーリヤル城を無血奪取し、ここを拠点とした。
これに衝撃を受けたイギリス軍は、グワーリヤル城に大軍を差し向けて攻撃した。同月16日から総攻撃を行い、6月18日に迎撃に出陣したラクシュミーバーイーは前線で指揮中に狙撃されて戦死し、20日にグワーリヤル城は陥落した。
ラクシュミーバーイーと度々戦ったローズ少将は、彼女の遺体を荼毘に付し、貴人に対する礼を以て葬儀を行ったという。

## 人物・評価
1947年8月、インドが独立したのち、ラクシュミーバーイーは大反乱の英雄として再評価され、各地に銅像が建てられるようになった。なお、インド各地にある銅像では大抵彼女はサリーを着ていることになっているが、実際は絹のブラウスと西洋風の乗馬ズボンといういでたちだったとされる。
現代でもインドの英雄として崇敬を集めている。

## ラクシュミーバーイーが登場する作品
映画
- マニカルニカ ジャーンシーの女王（2019年、監督：ラーダ・クリシュナ・ジャガルラームディ、演：カンガナー・ラーナーウト）

テレビドラマ
- マニカルニカ〜剣をとった王妃（2019年、演：アヌシュカ・セン）[3]

ゲーム
- Fate/Grand Order